# Ed Ulinski
Edward Franklin "Ed" Ulinski (* 7. Dezember 1919 in Pittsburgh, Pennsylvania, USA; † 17. September 2006 in Chardon, Ohio) war ein US-amerikanischer American-Football-Spieler und -Trainer. Er spielte als Guard bei den Cleveland Browns in der All-America Football Conference (AAFC).

## Spielerlaufbahn

### Collegekarriere
Ed Ulinski spielte bereits auf der High School American Football. Nach seinem Schulabschluss studierte er von 1939 bis 1941 am Marshall College. Er spielte dort auf verschiedenen Positionen bei den Marshall Thundering Herd, wurde aber hauptsächlich als Guard eingesetzt. Im Jahr 1941 wurde er aufgrund seiner sportlichen Leistungen zum All-American gewählt. Während des Zweiten Weltkrieges diente er in der U.S. Army und wurde im Jahr 1946 als Captain entlassen.

### Profikarriere
Im Jahr 1944 war die AAFC gegründet worden. Die Liga nahm 1946 den Spielbetrieb auf. Ulinski wurde, wie sein ehemaliger Mannschaftskamerad am College Frank Gatski von den Cleveland Browns unter Vertrag genommen, nachdem er ein Angebot der Detroit Lions, die in der Konkurrenzliga der AAFC der National Football League (NFL) angesiedelt waren, ausgeschlagen hatte. Trainer und General Manager der Mannschaft aus Cleveland war Paul Brown, der Ulinski in der Offense und in der Defense seiner Mannschaft zum Einsatz brachte.
Die Browns waren das Topteam der AAFC und hatten zahlreiche spätere All-Pro-Spieler wie Mac Speedie, Dante Lavelli oder Bill Willis in ihren Reihen. Ulinski wurde als Spieler der Offensive Line zum Schutz von Quarterback Otto Graham eingesetzt und diente als Vorblocker von Runningback Marion Motley.
Bis zur Auflösung der Liga im Jahr 1949 gewannen die Browns alle vier Meistertitel. Nach der regular Season 1946 wurden im AAFC-Endspiel die New York Yankees mit 14:9 besiegt. Im Jahr 1947 wurden erneut die von Ray Flaherty trainierten Yankees im Endspiel besiegt. Beim 14:3-Sieg der Browns erlief Graham mit Hilfe seiner Offensive Line selbst einen Touchdown. Im folgenden Jahr blieb Ulinski mit seinem Team in der regular Season ungeschlagen, was den erneuten Einzug in das Meisterschaftsspiel mit sich brachte, wo die Buffalo Bills mit 49:7 besiegt wurden.
1949 gewann die Mannschaft aus Cleveland den letzten AAFC-Meistertitel. Das Spiel gegen die San Francisco 49ers endete mit einem 21:7-Sieg der Browns.
Nach der Saison 1949 musste die AAFC den Spielbetrieb einstellen und Ulinski beendete seine Spielerlaufbahn.

## Trainerlaufbahn
Unmittelbar nach seiner Spielerlaufbahn wurde Ed Ulinski Assistenztrainer an der Santa Clara University und an der Purdue University. Nachdem Weeb Ewbank, Assistent von Paul Brown, nach der Saison 1953 die Browns zu den Baltimore Colts verlassen hatte, kehrte Ulinski nach Cleveland zurück. Im Jahr 1971 übernahm er die Videoabteilung der Browns, die sich mit der Auswertung der Spielaufzeichnungen befasste.

## Außerhalb des Spielfelds
Ed Ulinski war verheiratet und hatte einen Sohn und eine Tochter. Er verbrachte seinen Lebensabend in einem Pflegeheim und litt unter der Alzheimer-Krankheit.

## Ehrungen
In den Jahren 1946 und 1948 wurde Ulinski zum All-Pro gewählt. Er ist Mitglied in der Marshall University Hall of Fame und in der Beaver County Sports Hall of Fame.